# John Hemphill

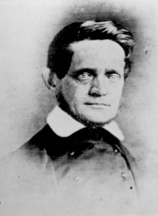
John Hemphill

John Hemphill (* 18. Dezember 1803 in Blackstock, South Carolina; † 3. Januar 1862 in Richmond, Virginia) war ein US-amerikanischer Jurist und Politiker (Demokratische Partei), der den Bundesstaat Texas im US-Senat vertrat und später im Konföderiertenkongress saß.

## Frühe Jahre
Hemphills Vater John, ein presbyterianischer Geistlicher, war aus dem County Tyrone in Irland eingewandert; seine Mutter Jane stammte aus Pennsylvania. Der spätere Senator wurde im Chester District geboren, besuchte dort die öffentlichen Schulen und arbeitete danach zunächst selbst als Lehrer, ehe er seine Ausbildung auf dem Jefferson College in Washington (Pennsylvania) fortsetzte und dort 1825 seinen Abschluss machte. Nachdem er bei einem Anwalt in Columbia die Rechtswissenschaften studiert hatte und 1829 in die Anwaltskammer von South Carolina aufgenommen worden war, begann er in Sumter als Jurist zu praktizieren. Während der Nullifikationskrise gab er 1832 und 1833 eine Zeitung heraus, in der die Position des aus South Carolina stammenden US-Vizepräsidenten John C. Calhoun unterstützt wurde.

## Jurist in Texas
1836 nahm Hemphill als Freiwilliger am Zweiten Seminolenkrieg bei und brachte es bis zum Second Lieutenant. Zwei Jahre später zog er nach Texas und arbeitete in Washington-on-the-Brazos als Anwalt. Von 1840 bis 1842 amtierte er als gewählter Richter im vierten juristischen Bezirk der jungen Republik; während dieser Zeit fungierte er außerdem als leitender Offizier einer Militärexpedition zum Rio Grande. 1845 nahm er im Vorfeld des Beitritts von Texas zur Union am Verfassungskonvent des künftigen Bundesstaates teil. Bereits im Dezember 1840 war er außerdem zum Obersten Richter am Supreme Court of Texas gewählt worden, was er bis 1858 blieb. Dabei wurde er nach dem Beitritt zu den Vereinigten Staaten vom ersten Gouverneur, James Pinckney Henderson, zunächst bestätigt; später oblag die Entscheidung über diesen Posten wieder den Wählern, die 1851 und 1856 jeweils für eine weitere Amtsperiode votierten.
Als Chief Justice machte Hemphill sich durch seine liberale Rechtsauffassung einen Namen, beispielsweise in Fragen der Frauenrechte. Er beschäftigte sich intensiv mit dem spanischen und dem mexikanischen Rechtssystem und ließ Anregungen daraus in seine Arbeit einfließen. Wegen seiner Bedeutung für die Entwicklung der Rechtsprechung seines Staates wurde er von Zeitgenossen auch als der „John Marshall von Texas“ bezeichnet.

## Politische Laufbahn
Im November 1857 wurde Hemphill von der Demokratischen Partei in Texas als Nachfolger von US-Senator Sam Houston nominiert, dessen politische Ansichten nicht mehr mit jenen der Parteiführung übereinstimmten. Nach erfolgreicher Wahl durch den Staatssenat nahm Hemphill sein Mandat in Washington, D.C. ab dem 4. März 1859 wahr. Nachdem er im Vorfeld des Bürgerkrieges eine Rede vor dem Plenum gehalten hatte, in der er den Einzelstaaten das Recht zur Sezession zusprach, war am 6. Januar 1861 einer von 14 Senatoren, die den sofortigen Austritt der Südstaatenvertreter aus dem Senat befürworteten. Er wurde am 4. Februar desselben Jahres vom texanischen Sezessionskonvent als Delegierter zum in Montgomery (Alabama) tagenden Südstaatenkonvent entsandt, aus dem wenig später der Provisorische Konföderiertenkongress entstand. Am 11. Juli 1861 wurde Hemphill per Resolution aus dem US-Senat ausgeschlossen.
Im Konföderiertenkongress gehörte Hemphill den Ausschüssen für Handel, Finanzen und Justiz an, wobei er sich hauptsächlich damit beschäftigte, die US-Gesetze an die Bedürfnisse der Konföderation anzupassen. Er bewarb sich im November 1861 auch um ein Mandat als Senator im ersten regulären Kongress der Konföderation, unterlag aber knapp Williamson Simpson Oldham.
Noch vor dem Ende der Sitzungsperiode verstarb Hemphill in Richmond. Er wurde auf dem Staatsfriedhof von Texas in Austin beigesetzt. Das Hemphill County und die Stadt Hemphill im Sabine County sind nach ihm benannt.